# Peter Weller
Peter Weller (Stevens Point, 24 juni 1947) is een Amerikaans film- en toneelacteur, regisseur en leraar.
Wellers vader was een helikopterpiloot voor het leger, vandaar dat Weller vaak in het buitenland was. Hij en zijn familie woonden enkele jaren in West-Duitsland, voordat ze naar Texas verhuisden. Daar volgde Weller lessen aan de Alamo Heights High School in San Antonio. Daarna ging hij naar de North Texas State University. In een van de schoolbandjes speelde hij trompet. Hij studeerde met een "Bachelor van Theaterkunsten" af. Nadat hij ook afgestudeerd was aan de American Academy of Dramatic Arts ging hij zich richten op zijn acteercarrière.
In de jaren 70 speelde Weller in diverse Broadway-stukken, waaronder 'Full Circle van Otto Preminger, en Summer Brave van William Inge. Rond die tijd werd Weller ook lid van de befaamde acteurgroep "Actor's Studio".
Hoewel Weller in meer dan vijftig films en televisieseries speelde, is hij het meest bekend van zijn rol in de cultfilm The Adventures of Buckaroo Banzai Across the 8th Dimension, en zijn rol in de blockbusters RoboCop (van Paul Verhoeven) en RoboCop 2. Weller speelde naast kassucessen ook in kritisch-bejubelde films als Mighty Aphrodite en Naked Lunch. Weller had ook rollen in diverse televisieseries, hij speelde de rol van een kapitein in de onsuccesvolle televisieserie Odyssey 5, maar had ook rollen in grote televisieseries. Zo speelde hij de terrorist Christopher Henderson in het vijfde seizoen van 24, en had hij rollen in Star Trek: Enterprise, Monk, Sonic X, ‘’Sons of Anarchy” en Dexter. De laatste jaren regisseerde Weller ook enkele televisieseries, waaronder twee afleveringen van de serie Homicide: Life on the Street en drie afleveringen van Odyssey 5'.
Veel werken van Weller werden goed ontvangen, maar sommige ook niet. De film Top of the World, met Weller als ex-politieagent die uit de gevangenis komt, werd afgekraakt.
Weller heeft een Master in Romaanse en Renaissancekunst en is leraar aan de Syracuse University, waar hij les geeft over de onderwerpen Hollywood en de Romeinse Tijd. Weller presenteert ook het televisieprogramma Engineering an Empire van de Amerikaanse zender History Channel.

## Trivia
- Weller is op dezelfde dag jarig als Nancy Allen, die ook in de film RoboCop speelde.
- Op 24 juni 2006 trouwde hij in Italië met Shari Stowe, met wie hij al langer bevriend was. Daarvoor had hij al relaties met Sela Ward en Ali MacGraw.